# Tour Down Under 1999
| Erster           | Stuart O’Grady      | 19:03:47 h   |
| Zweiter          | Jesper Skibby       | + 0:21 min   |
| Dritter          | Magnus Backstedt    | + 0:35 min   |
| Vierter          | Duncan Smith        | + 1:03 min   |
| Fünfter          | Christian Andersen  | + 2:10 min   |
| Sechster         | Nicolai Bo Larsen   | + 2:15 min   |
| Siebter          | Jean-Marc Riviere   | + 2:16 min   |
| Achter           | Alexander Winokurow | + 2:17 min   |
| Neunter          | Massimiliano Mori   | + 2:18 min   |
| Zehnter          | Rolf Aldag          | gleiche Zeit |
| Sprintwertung    | Brett Aitken        | 44 P.        |
| Zweiter          | Stuart O’Grady      | 44 P.        |
| Dritter          | Graeme Miller       | 36 P.        |
| Bergwertung      | Christian Andersen  | 94 P.        |
| Zweiter          | Warren Jennings     | 74 P.        |
| Dritter          | Stuart O’Grady      | 52 P.        |
| Nachwuchswertung | Cadel Evans         |              |
| Zweiter          | Salvatore Commesso  |              |
| Dritter          | Matthew Wilson      |              |
| Teamwertung      | Home-Jack & Jones   |              |

Die 1. Tour Down Under fand vom 19. bis 24. Januar 1999 statt. Das Radrennen bestand aus sechs Etappen und begann in der südaustralischen Hauptstadt Adelaide, wo es auch endete. Die Gesamtdistanz des Rennens betrug 762 Kilometer. Die Tour Down Under war in die internationale Kategorie 2.3 eingestuft.

## Die Teilnehmer
Mit den Teams Arfil, AIS – einem australischen Nationalteam – und dem Sun-Smart World Team erhielten drei kleinere australische Teams Einladungen zur ersten Tour Down Under. Mit dem Team Deutsche Telekom, Crédit Agricole, Saeco oder Once-Deutsche Bank nahmen aber auch einige der größten Mannschaften der Welt am Rennen teil. Neben den drei australischen Teams bildeten die drei französischen Mannschaften die am meisten vertretene Nation. Insgesamt standen zwölf Abordnungen am Start. Jede Mannschaft umfasste acht Fahrer.
Als favorisiert auf den Gesamtsieg galten im Vorfeld vor allem die australischen Fahrer, die sich mitten in ihrer Saison befanden, während die europäischen Profis die Rundfahrt vor allem zur Vorbereitung auf die im März beginnende Saison nutzten.
| Arfil Australian Institute of Sport Sun-Smart World Team | Big Mat-Auber 93 Casino Crédit Agricole | Lampre-Daikin Saeco Once-Deutsche Bank | Team Deutsche Telekom Palmans-Ideal Home-Jack & Jones |

## Die Etappen
Als Höhepunkt der einwöchigen Rad-Feierlichkeit Festival of Cycling in Adelaide wurde die Tour Down Under durch die Provinz Südaustralien nach einer Idee von Renndirektor und Ex-Berufsradfahrer Michael Turtur geschaffen. Die sechs Etappen dauernde Rundfahrt startete und endete bei ihrer ersten Auflage in der Provinzhauptstadt.

### 1. Etappe, Adelaide Street Race
Mit einem 42,5 Kilometer langen Rundkurs in Adelaide begann am 19. Januar 1999 die erste Tour Down Under. Auf der flachen Strecke war es der Däne Nicolai Bo Larsen, der sich im Massensprint des kurzen Teilstücks als erste Etappensieger und erster Gesamtführender des größten australischen Rennens feiern lassen durfte. Hinter dem besten Australier Henk Vogels wurde der Deutsche Rolf Aldag Dritter.
|    | Fahrer                  | Nation      | Team                          | Zeit         |
| -- | ----------------------- | ----------- | ----------------------------- | ------------ |
| 1. | Nicolai Bo Larsen       | Danemark    | Home-Jack & Jones             | 1:07:35 h    |
| 2. | Henk Vogels             | Australien  | Crédit Agricole               | gleiche Zeit |
| 3. | Rolf Aldag              | Deutschland | Team Deutsche Telekom         | gleiche Zeit |
| 4. | Jamie Drew              | Australien  | Australian Institute of Sport | gleiche Zeit |
| 5. | Franky Van Haesebroucke | Belgien     | Sun-Smart World Team          | gleiche Zeit |

### 2. Etappe, Norwood – Strathalbyn
Auch die zweite Etappe führte das Feld über weitgehend flaches Terrain über eine recht kurze Distanz von 138 Kilometer vom Adelaider Stadtteil Norwood ins Landesinnere nach Strathalbyn. Erneut endete der Abschnitt in einem Massensprint, wo Erik Zabel der erste deutsche Etappensieger des Rennens wurde. Dank der Zeitbonifikation für den Sieger übernahm Zabel auch die Gesamtführung.
|    | Fahrer           | Nation      | Team                  | Zeit         |
| -- | ---------------- | ----------- | --------------------- | ------------ |
| 1. | Erik Zabel       | Deutschland | Team Deutsche Telekom | 3:41:01 h    |
| 2. | Mario Traversoni | Italien     | Saeco                 | gleiche Zeit |
| 3. | Stuart O’Grady   | Australien  | Crédit Agricole       | gleiche Zeit |
| 4. | Martin Perdigero | Spanien     | ONCE-Deutsche Bank    | gleiche Zeit |
| 5. | Stéphane Barthe  | Frankreich  | Casino                | gleiche Zeit |

|    | Fahrer           | Nation      | Team                  | Zeit       |
| -- | ---------------- | ----------- | --------------------- | ---------- |
| 1. | Erik Zabel       | Deutschland | Team Deutsche Telekom | 4:48:30 h  |
| 2. | Mario Traversoni | Italien     | Saeco                 | + 0:02 min |
| 3. | Brett Aitken     | Australien  | Palmans-Ideal         | + 0:02 min |
| 4. | Stuart O’Grady   | Australien  | Crédit Agricole       | + 0:03 min |

### 3. Etappe, Glenelg – Victor Harbor
Das dritte Teilstück beinhaltete die ersten schwierigeren Steigungen des Rennens, die auf dem knapp 150 Kilometer langen Weg von Adelaides Stadtteil Glenelg nach Süden in den Ort Victor Harbor für eine Vorentscheidung in der Gesamtwertung sorgten. Eine vier Mann starke Ausreißergruppe machte den Sieg unter sich aus, wobei sich der Einheimische Stuart O’Grady absetzte und einen Solosieg feierte, der auch den Grundstein für seinen späteren Gesamtsieg bildete. Erst knapp zwei Minuten später rollte das Hauptfeld ins Ziel.
|    | Fahrer                  | Nation     | Team                          | Zeit         |
| -- | ----------------------- | ---------- | ----------------------------- | ------------ |
| 1. | Stuart O’Grady          | Australien | Crédit Agricole               | 3:42:12 h    |
| 2. | Duncan Smith            | Australien | Australian Institute of Sport | + 0:05 min   |
| 3. | Jesper Skibby           | Danemark   | Home-Jack & Jones             | gleiche Zeit |
| 4. | Magnus Backstedt        | Schweden   | Crédit Agricole               | + 0:09 min   |
| 5. | Franky Van Haesebroucke | Belgien    | Sun-Smart World Team          | + 1:51 min   |

|    | Fahrer           | Nation      | Team                          | Zeit         |
| -- | ---------------- | ----------- | ----------------------------- | ------------ |
| 1. | Stuart O’Grady   | Australien  | Crédit Agricole               | 8:30:37 h    |
| 2. | Duncan Smith     | Australien  | Australian Institute of Sport | + 0:11 min   |
| 3. | Jesper Skibby    | Danemark    | Home-Jack & Jones             | gleiche Zeit |
| 4. | Magnus Backstedt | Schweden    | Crédit Agricole               | + 0:20 min   |
| 5. | Erik Zabel       | Deutschland | Team Deutsche Telekom         | + 1:56 min   |

### 4. Etappe, Port Adelaide – Gawler
Am vierten Tag war erneut eine knapp 150 Kilometer lange Strecke zu bewältigen, die vom Adelaider Hafen nach Norden führte. Der weitgehend flache Abschnitt wurde erneut von Erik Zabel gewonnen, der damit schon seinen zweiten Etappensieg feierte. Stuart O’Grady konnte seine Gesamtführung verteidigen, wobei sich Jesper Skibby dank einer Zeitbonifikation, die er sich an einem Zwischensprint holte, bei dem auch O’Grady vorne mit dabei war, nun den zweiten Platz einnahm. Duncan Smith dagegen verlor durch die Gutschriften zwei Sekunden auf O’Grady.
|    | Fahrer        | Nation      | Team                  | Zeit         |
| -- | ------------- | ----------- | --------------------- | ------------ |
| 1. | Erik Zabel    | Deutschland | Team Deutsche Telekom | 3:53:08 h    |
| 2. | Graeme Miller | Australien  | Sun-Smart World Team  | gleiche Zeit |
| 3. | Ján Svorada   | Tschechien  | Lampre-Daikin         | gleiche Zeit |
| 4. | Brett Aitken  | Australien  | Palmans-Ideal         | gleiche Zeit |
| 5. | Laurie Aus    | Estland     | Casino                | gleiche Zeit |

|    | Fahrer           | Nation      | Team                          | Zeit       |
| -- | ---------------- | ----------- | ----------------------------- | ---------- |
| 1. | Stuart O’Grady   | Australien  | Crédit Agricole               | 12:23:43 h |
| 2. | Jesper Skibby    | Danemark    | Home-Jack & Jones             | + 0:10 min |
| 3. | Duncan Smith     | Australien  | Australian Institute of Sport | + 0:13 min |
| 4. | Magnus Backstedt | Schweden    | Crédit Agricole               | + 0:21 min |
| 5. | Erik Zabel       | Deutschland | Team Deutsche Telekom         | + 1:52 min |

### 5. Etappe, Nuriootpa – Tanunda
Nördlich von Adelaide fand der vorletzte Abschnitt über 162 Kilometer statt, der in Nuriootpa begann und nach einer großen Schleife in den Nachbarort Tanunda führte. Die Etappe war die schwierigste der gesamten Rundfahrt, es wurden mehrere Hügel passiert. Schließlich kam eine große Gruppe – allerdings ohne die reinen Sprinter – ins Ziel, wobei der Gesamtführende Stuart O’Grady der Schnellste war und seine Führung leicht ausbauen konnte, während Duncan Smith Zeit verlor und vom dritten auf den vierten Platz zurückfiel.
|    | Fahrer             | Nation     | Team                 | Zeit         |
| -- | ------------------ | ---------- | -------------------- | ------------ |
| 1. | Stuart O’Grady     | Australien | Crédit Agricole      | 3:59:53 h    |
| 2. | Christian Andersen | Danemark   | Home-Jack & Jones    | gleiche Zeit |
| 3. | Jean-Marc Riviére  | Frankreich | Sun-Smart World Team | gleiche Zeit |
| 4. | Nicolai Bo Larsen  | Danemark   | Home-Jack & Jones    | gleiche Zeit |
| 5. | Massimiliano Mori  | Italien    | Saeco                | gleiche Zeit |

|    | Fahrer             | Nation     | Team                          | Zeit       |
| -- | ------------------ | ---------- | ----------------------------- | ---------- |
| 1. | Stuart O’Grady     | Australien | Crédit Agricole               | 16:23:28 h |
| 2. | Jesper Skibby      | Danemark   | Home-Jack & Jones             | + 0:15 min |
| 3. | Magnus Backstedt   | Schweden   | Crédit Agricole               | + 0:29 min |
| 4. | Duncan Smith       | Australien | Australian Institute of Sport | + 0:57 min |
| 5. | Christian Andersen | Danemark   | Home-Jack & Jones             | + 2:05 min |

### 6. Etappe, Adelaide Street Race
120 Kilometer waren zum Abschluss der Rundfahrt zu bewältigen, erneut auf einem Rundkurs in Adelaide. Im erwarteten Massensprint siegte der Australier Graeme Miller, Zabel musste sich als Dritter geschlagen geben, während Stuart O’Grady mit dem zweiten Tagesrang auch den Gesamtsieg bei der ersten Tour Down Under fixierte.
|    | Fahrer           | Nation                 | Team                  | Zeit         |
| -- | ---------------- | ---------------------- | --------------------- | ------------ |
| 1. | Graeme Miller    | Australien             | Sun-Smart World Team  | 2:40:25 h    |
| 2. | Stuart O’Grady   | Australien             | Crédit Agricole       | gleiche Zeit |
| 3. | Erik Zabel       | Deutschland            | Team Deutsche Telekom | gleiche Zeit |
| 4. | Magnus Backstedt | Schweden               | Crédit Agricole       | gleiche Zeit |
| 5. | Roger Hammond    | Vereinigtes Konigreich | Palmans-Ideal         | gleiche Zeit |

|    | Fahrer             | Nation     | Team                          | Zeit       |
| -- | ------------------ | ---------- | ----------------------------- | ---------- |
| 1. | Stuart O’Grady     | Australien | Crédit Agricole               | 19:03:47 h |
| 2. | Jesper Skibby      | Danemark   | Home-Jack & Jones             | + 0:21 min |
| 3. | Magnus Backstedt   | Schweden   | Crédit Agricole               | + 0:35 min |
| 4. | Duncan Smith       | Australien | Australian Institute of Sport | + 1:03 min |
| 5. | Christian Andersen | Danemark   | Home-Jack & Jones             | + 2:10 min |

## Etappenübersicht
| Etappe    | Datum      | Start–Ziel            | km    | Etappensieger     | Führender         |
| --------- | ---------- | --------------------- | ----- | ----------------- | ----------------- |
| 1. Etappe | 19. Januar | Adelaide              | 42,5  | Nicolai Bo Larsen | Nicolai Bo Larsen |
| 2. Etappe | 20. Januar | Norwood–Strathalbyn   | 138,5 | Erik Zabel        | Erik Zabel        |
| 3. Etappe | 21. Januar | Glenelg-Victor Harbor | 149,5 | Stuart O’Grady    | Stuart O’Grady    |
| 4. Etappe | 22. Januar | Port Adelaide–Gawler  | 149,5 | Erik Zabel        | Stuart O’Grady    |
| 5. Etappe | 23. Januar | Nuriootpa – Tanunda   | 162   | Stuart O’Grady    | Stuart O’Grady    |
| 6. Etappe | 24. Januar | Adelaide              | 120   | Graeme Miller     | Stuart O’Grady    |

## Endstand
Der junge Stuart O’Grady konnte die erste Tour Down Under in seinem Heimatland Australien schließlich relativ souverän für sich entscheiden, wobei er mit dem gelungenen Ausreißversuch auf der 3. Etappe den Grundstein für den Sieg legte. Auch die anderen Mitstreiter dieses Ausreißversuchs konnte er distanzieren, da er in den Massenankünften seine Sprintstärke ausspielte und sich weitere wichtige Zeitbonifikationen erobern konnte.
Erfolgreich verlief die Rundfahrt auch für den Deutschen Erik Zabel, der zwei Etappen gewinnen konnte und zeitweise das Gelbe Trikot trug. Bei ihrer Heimrundfahrt konnten auch andere Australier überzeugen, beispielsweise der Sprintetappensieger Graeme Miller, der beste Nachwuchsfahrer Cadel Evans, der Gewinner der Sprintwertung, Brett Aitken, oder auch der überraschende Gesamtvierte Duncan Smith, der gegen Ende allerdings noch zwei Positionen im Klassement verlor, nachdem er zwischenzeitlich Zweiter gewesen war. Das erfolgreichste Team war Home-Jack & Jones aus Dänemark. Die Equipe errang einen Etappensieg, platzierte drei Fahrer unter den Top Zehn des Endklassements, gewann die Teamwertung und die Bergwertung.